# Muribeca
Muribeca est une municipalité brésilienne située dans l'État du Sergipe.